# 3 وجوه
3 وجوه أو 3 أوجه (بالفارسية: سه رخ) هو فيلم دراما إيراني من إخراج جعفر بناهي. تم اختيار الفيلم للمنافسة على السعفة الذهبية في مهرجان كان السينمائي لعام 2018.

## طاقم البطولة
- بهناز جعفري في تجسيد شخصيتها
- جعفر بناهي في تجسيد شخصيته

## روابط خارجية
- 3 وجوه على موقع IMDb (الإنجليزية)
- 3 وجوه على موقع روتن توميتوز (الإنجليزية)
- 3 وجوه على موقع ألو سيني (الفرنسية)
- 3 وجوه على موقع بوكس أوفيس موجو (الإنجليزية)
- 3 وجوه على موقع فيلمافينيتي (الإسبانية)
- 3 وجوه على موقع قاعدة بيانات الفيلم (الإنجليزية)
- 3 وجوه على موقع ليتربوكسد (الإنجليزية)
- 3 وجوه على موقع كينوبويسك (الروسية)